# قطارات البرتغال

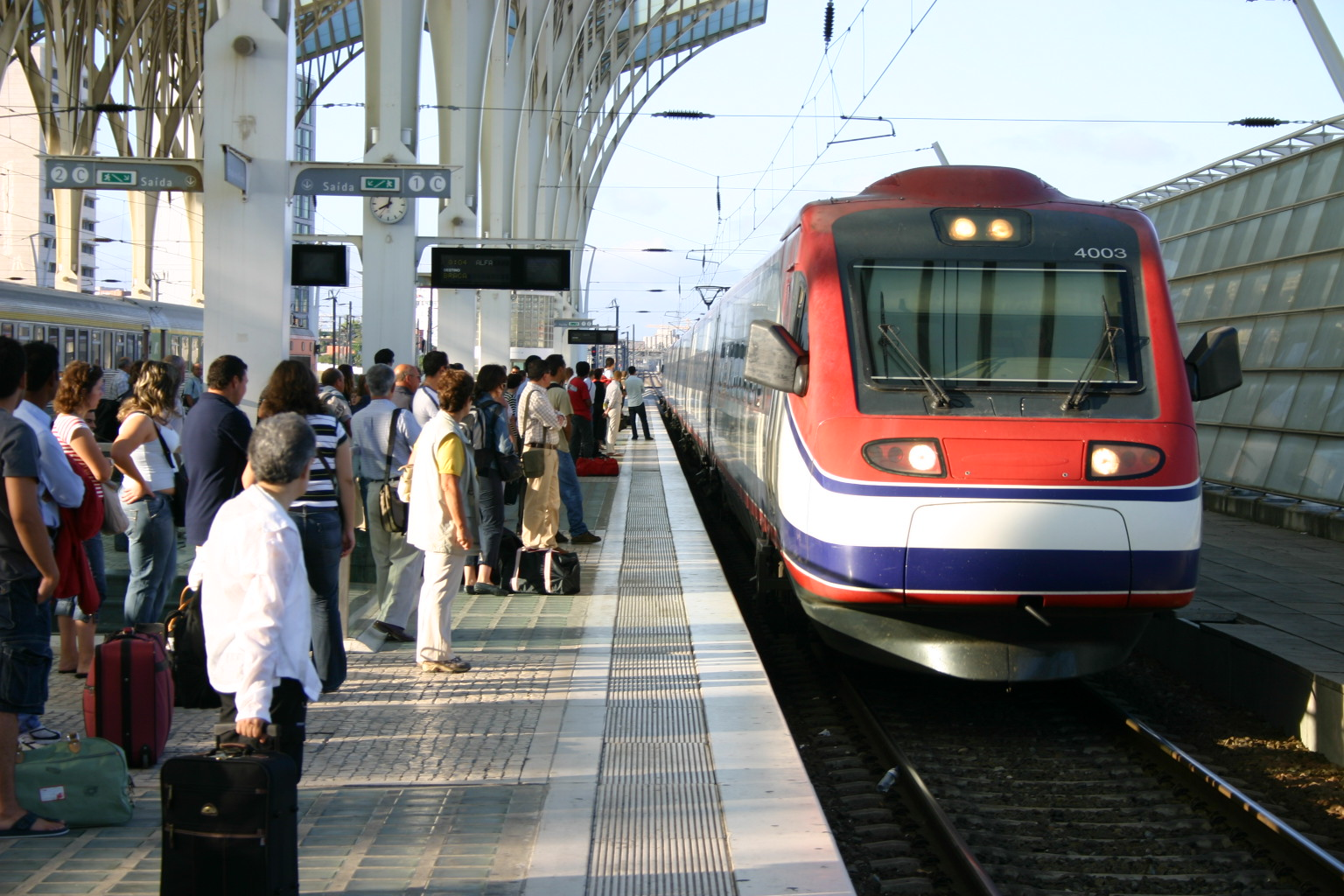
قطار ألفا بندلار تابع لقطارات البرتغال في محطة لشبونة الشرقية

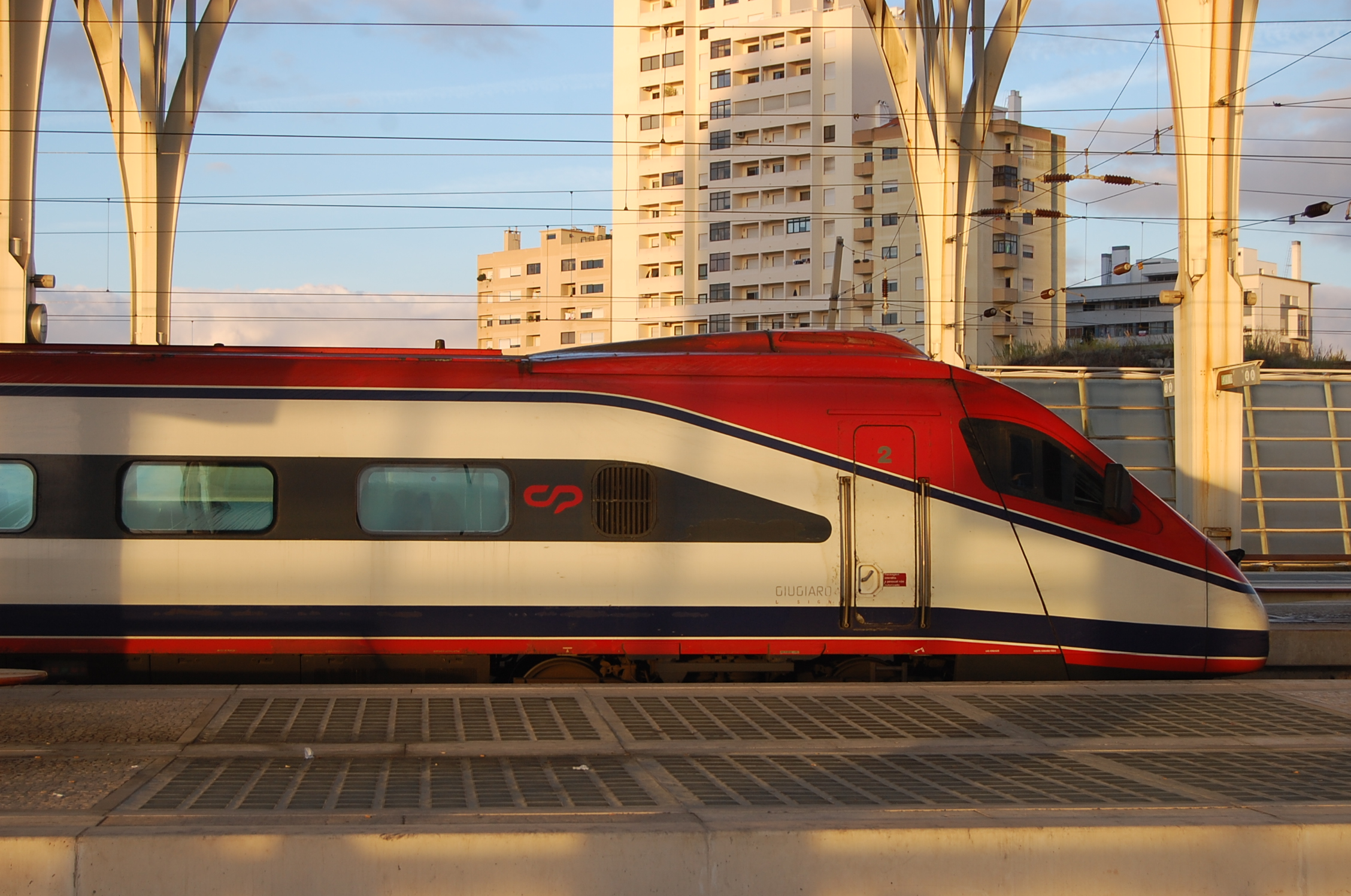
قطار ألفا بندلار تابع لقطارات البرتغال في محطة لشبونة الشرقية

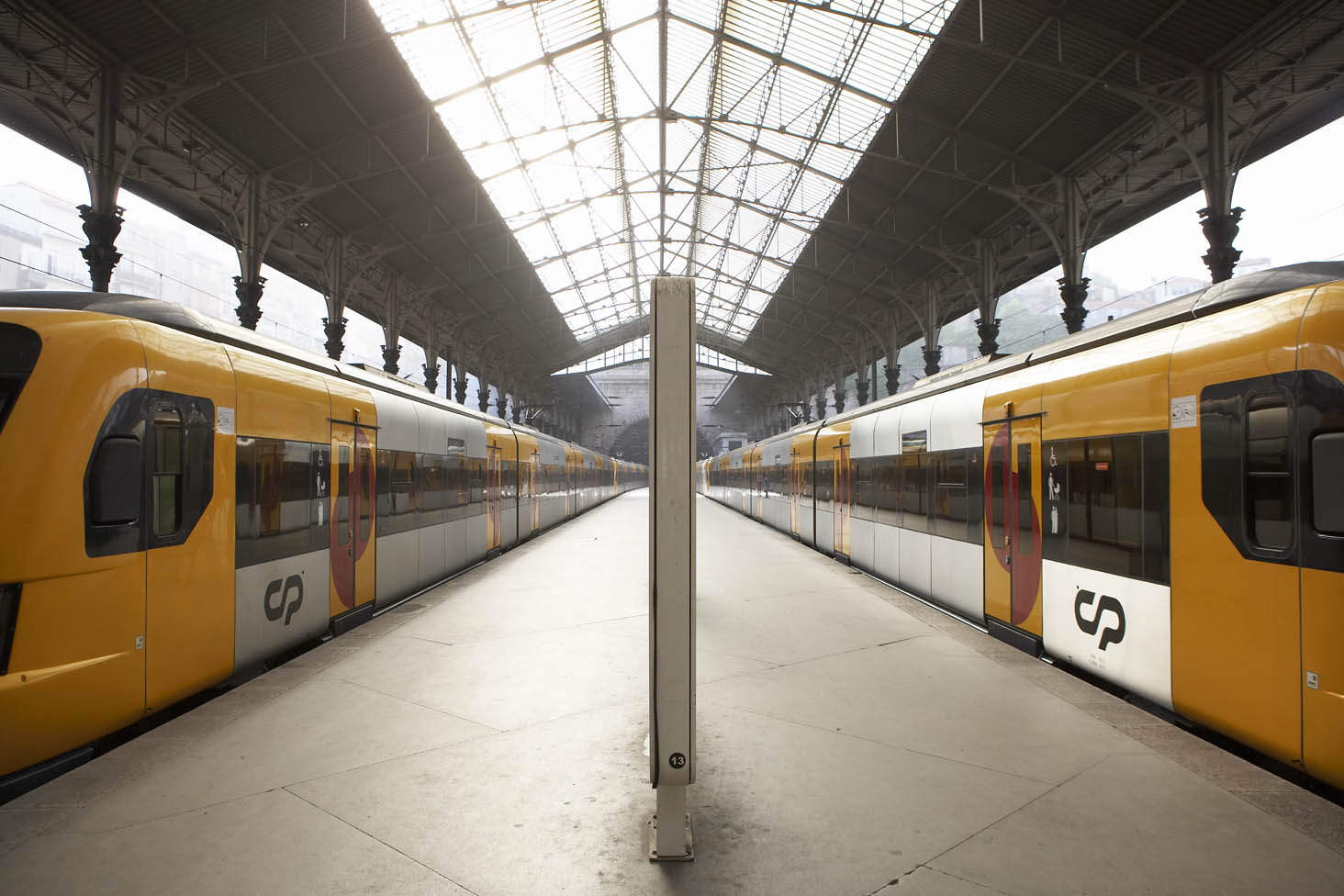
قطارات حضرية تابعة لقطارات البرتغال في محطة ساو بينتو في بورتو.

قطارات البرتغال (بالبرتغالية: CP — Comboios de Portugal, EPE) هي شركة حكومية الامتلاك تخدم قطارات ركوب وشحن في البرتغال. قبل يونيو 2009، كان الاسم المكون من الحرفين CP يشير إلى سكك الحديد البرتغالية (Caminhos de Ferro Portugueses) مع أن الشركة تستعمل الاسم الحالي تجاريا منذ 2004.
في 2017، نقلت قطارات البرتغال 122 مليون مسافر.

## تاريخ
يوم 28 أكتوبر 1856، افتتحت أول سكة حديدية في البرتغال، بين لشبونة وكاريغادو وهي بلدة على مشاريف لشبونة الممددة تقع إلى الشمال على ضفة التاجة. مع هذا أنشئت شركة سكك الحديد البرتغالية. الشبكة امتدت تدريجيا إلى الجنوب والشمال وداخل منطقتي لشبونة وبورتو الحضريتين ونحو إسبانيا. في النصف الثاني من القرن العشرين، كانت معظم عربات وقاطرات قطارات البرتغال تصنعها شركة سوريفامي (Sorefame) في البرتغال، وخصوصا عربات ذات أجسام من الصلب المقاوم للصدأ.
تدريجيا، تكهربت تقريبا نصف الشبكة السككية. في 1975، أممت الشركة، واختصرت اسمها إلى CP. ابتداء من 2010، تنفذ خطة لمواصلة كل العواصم الجهوية بخط ثنائي كهربائي، وهذه الخطة مبنية جزئيا على نموذج سويسرا في 2000.
منذ 2012، تواجه شبكة البرتغال السككية تهديد الانكماش نظرا لخفض الإنفاق من الحكومة البرتغالية. خط فوغا هو الخط الضيق الوحيد المتبقي في الاستخدام - ومن المقرر أن يغلق.

## إدارة
إدارة شركة قطارات البرتغال تنقسم إلى أربع فئات:
- الخطوط الكبرى (CP Longo Curso) خدمات طويلة المدى على الخطوط الرئيسية (Alfa Pendular وIntercidades وقطارات دولية).
- الإقليمي (CP Regional) هي خدمات إقليمية (داخل الإقليم ومن إقليم إلى إقليم آخر).
- لشبونة (CP Lisboa) شبكة لشبونة الحضرية.
- بورتو (CP Porto) شبكة بورتو الحضرية.

## خدمات
تقدم قطارات البرتغال الخدمات التالية:
- دولية International أي (IN) هي الخدمة التي تواصل البرتغال وإسبانيا (وهناك واحد يصل إلى فرنسا). هذه هي سود أكسپراس Sud Express (لشبونة - إرون/ هندايا) و لوسيتانيا Lusitânia (لشبونة - مدريد) وسالتا Celta (بورتو - فيغو). كل من سود أكسپراس ولوسيتانيا قطار ليلي يعمل كقطار-فندق.
- ألفا بندلار Alfa Pendular أي (AP) هي الخدمة الأسرع، وتصل سرعتها إلى 220 كم/س. هذه الخدمة تواصل لشبونة ببورتو أو براغا أو غيمارايش، مرورا بقلمرية وأفيرو وبورتو، أو تواصل بورتو بفارو
- بين المدن Intercidades أي (IC) هي خدمة طويلة سريعة تصل سرعتها 200 كم/س. كل خدمات بين المدن (باستثناء مكوك باجة) تواصل لشبونة ببورتو أو براغا أو غيمارايش أو غوآردا أو كوفيليا أو يابرة أو باجة، فتخدم معظم الأقاليم البرتغالية. الخدمة إلى جنوب البرتغال تصل إلى تونس وفارو وألبوفيرا.[3]
- بين الأقاليم Inter-Regional أي (IR) هي خدمة متوسطة المدى تقف في المحطات الرئيسية فقط. تجري على الخطوط Porto-Viana do Castelo-Valença (خط مينيو) وPorto-Régua-Pocinho (خط دورو ) Lisbon-Caldas da Rainha-Leiria-Coimbra (الخط الغربي) وLisbon-Tomar (الخط الشمالي). هذه الخدمة تخدمها نفس القطارات من الخدمة الإقليمية.
- إقليمية Regional أي (R) هي خدمة قطارات البرتغال المحلية، تقف في كل المحطات خارج منطقتي لشبونة وبورتو الحضريتين
- Urbano أي (U) هي خدمة قطارات البرتغال الحضرية في منطقتي لشبونة وبورتو الحضريتين، إضافة إلى خط Coimbra-Figueira da Foz.

## محطات رئيسية

### لشبونة
- كايس دو سودرا Cais do Sodré - للقطارات المحلية من لشبونة إلى كاشكايش
- أوريانتي Oriente - للقطارات إلى الشمال وإلى منطق الگارفي في الجنوب
- روسيو Rossio - للقطارات المحلية إلى سينترا
- سانتا أبالونيا Santa Apolónia - للقطارات إلى الشمال وإلى إسبانيا

### بورتو
- كامبانيا Campanhã - محطة بورتو الرئيسية، تستخدمها قطارات Alfa Pendular فائقة السرعة
- ساو بينتو São Bento - محطة نهاية في وسط المدينة للخدمات المحلية والقطارات إلى الشمال وخط وادي دورو

## عربات وقطارات الركوب
تستعمل قطارات البرتغال العربات والقطارات التالية:

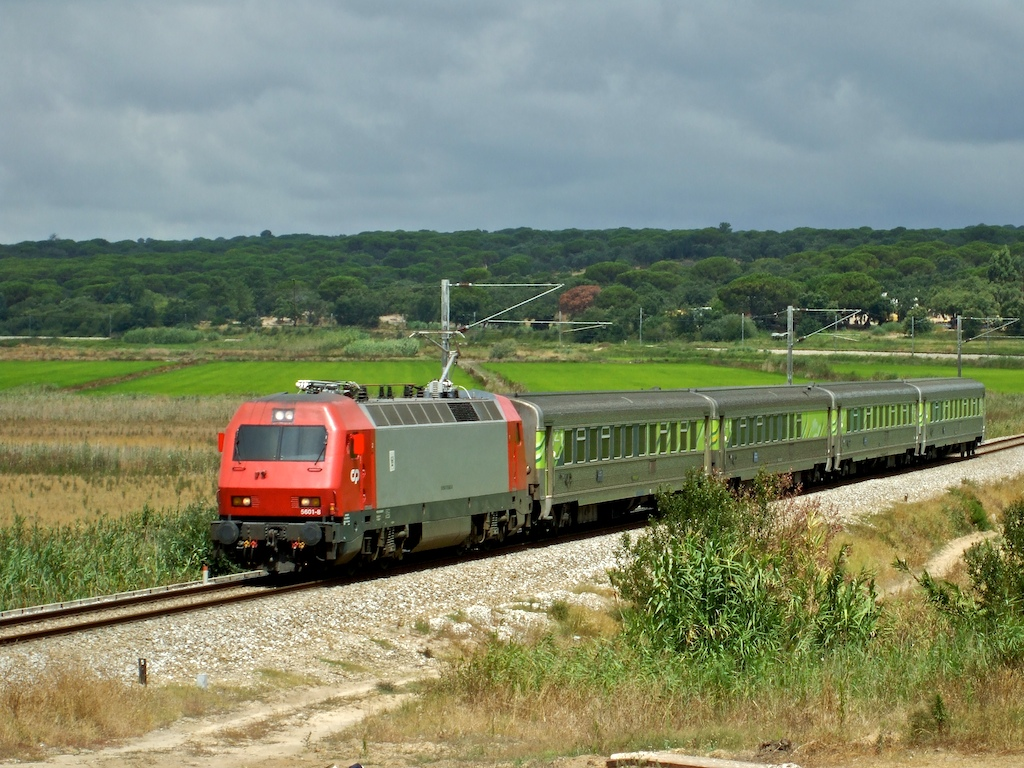
تقوم سلسلة 5600 بمعظم الخدمات بين المدن. بيعت اكثير منها لميدواي لنقل البضائع. تظهر في الصورة واحدة من هذه المحركات على خط الجنوب قرب الكاسر دو سال.
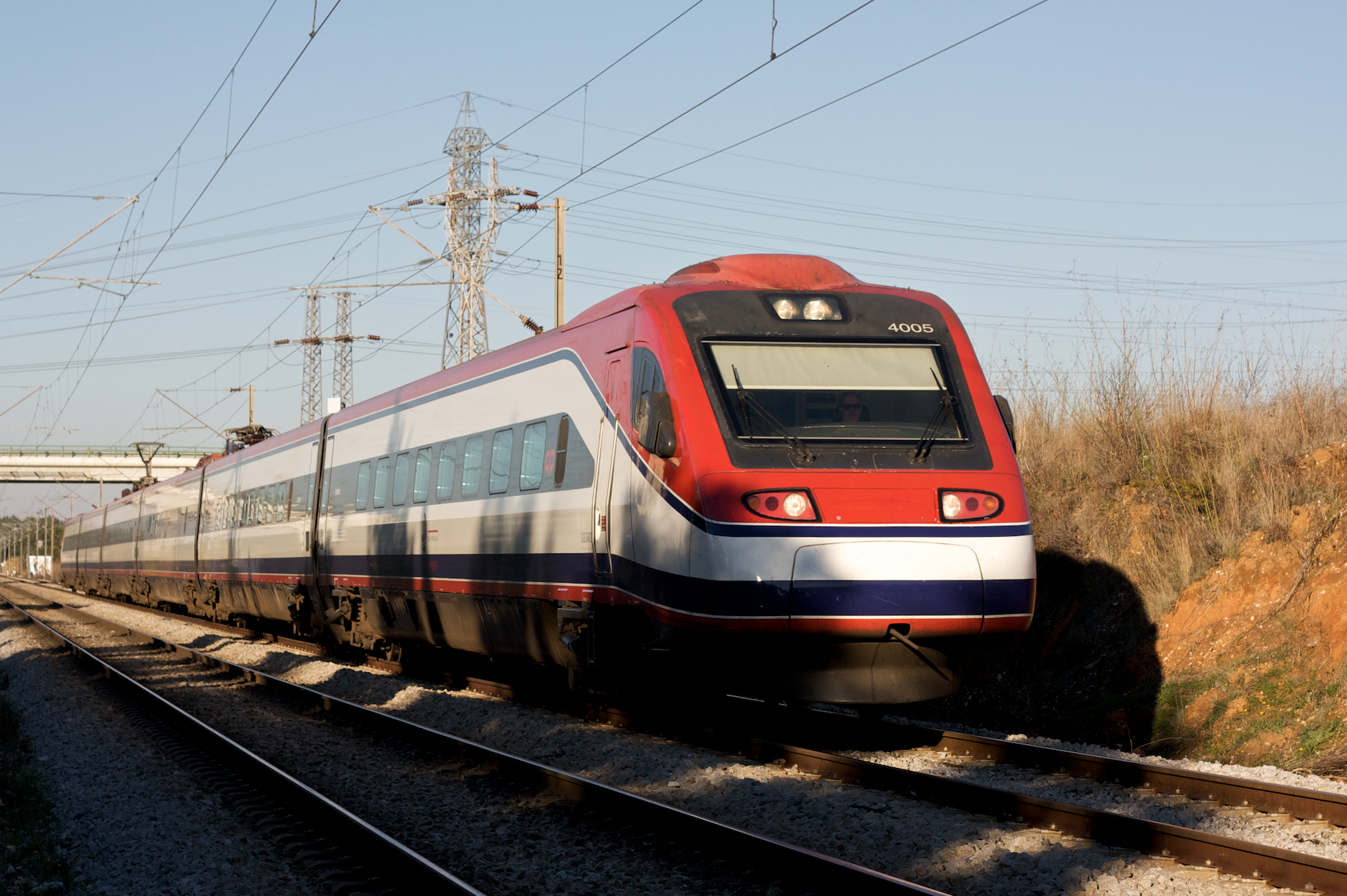
تخدم سلسلة 4000 كل خدمات ألفا بندلار. في الصورة هناك واحد من هذه السلسلة على خط الشمال، قرب انترونكامنتو.
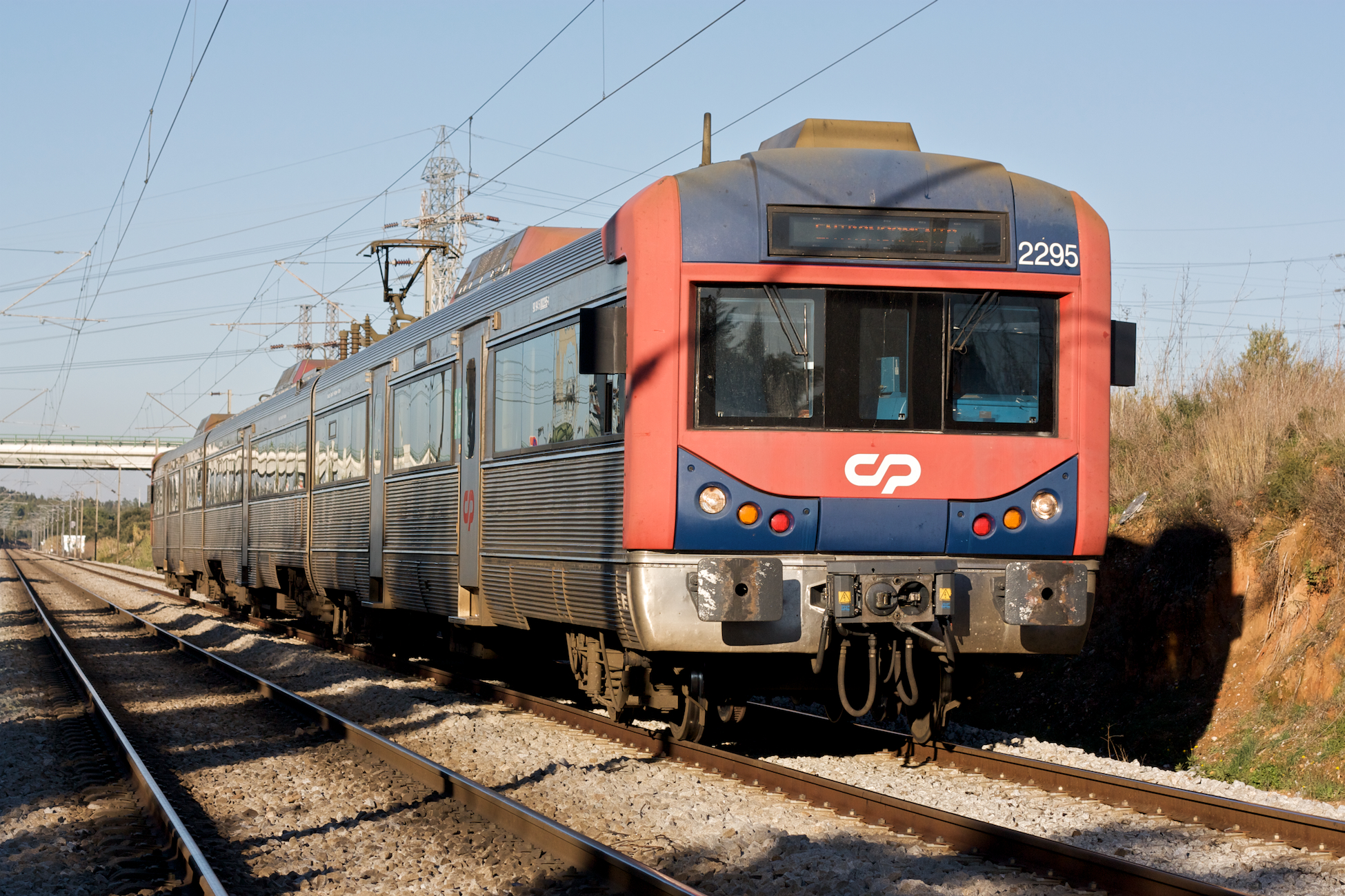
سلسلة 2240 تخدم خطوط حضرية وإقليمية وبين الأقاليم
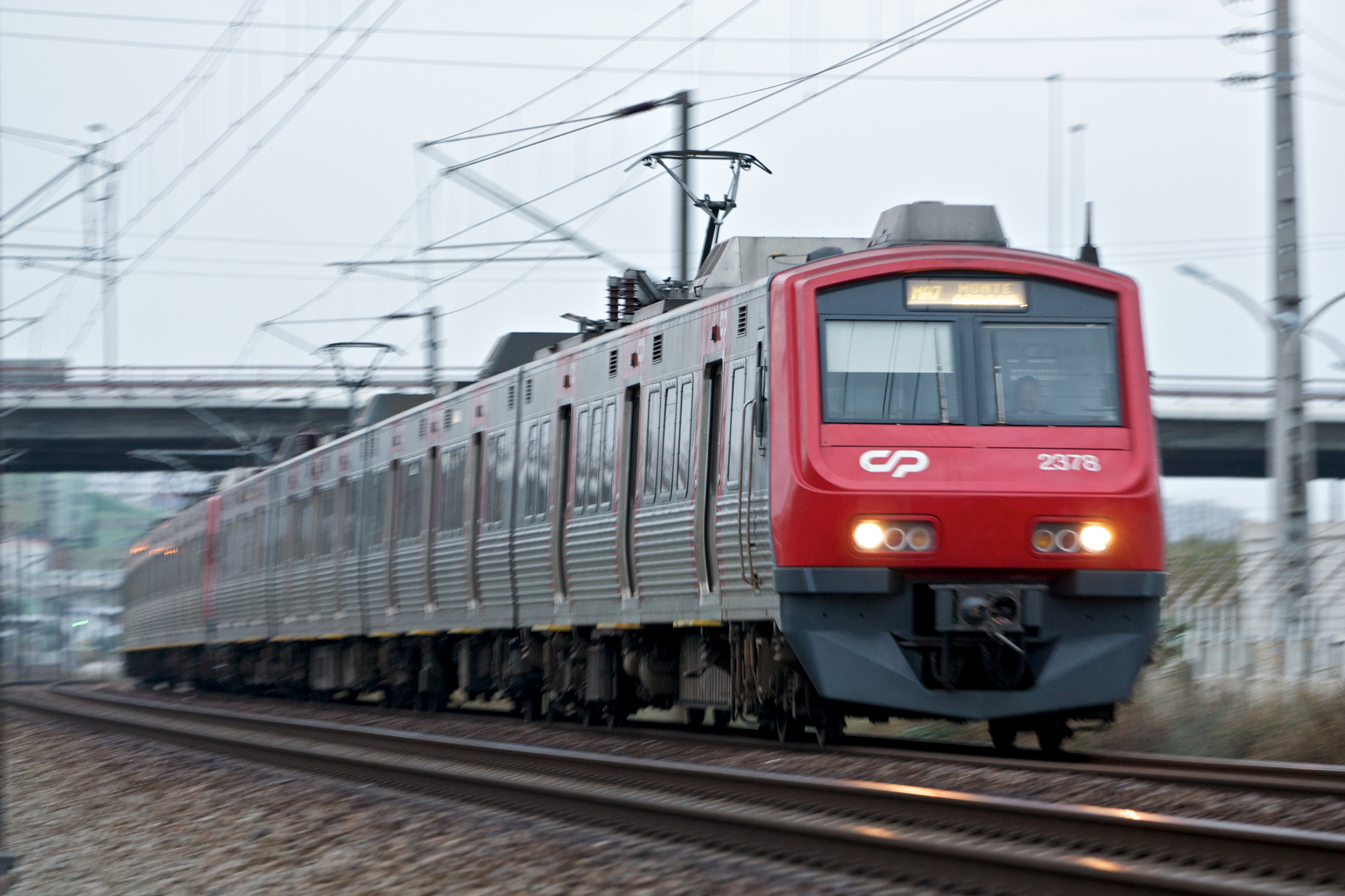
معظم القطارات الحضرية هي من سلسلة 2300/2400
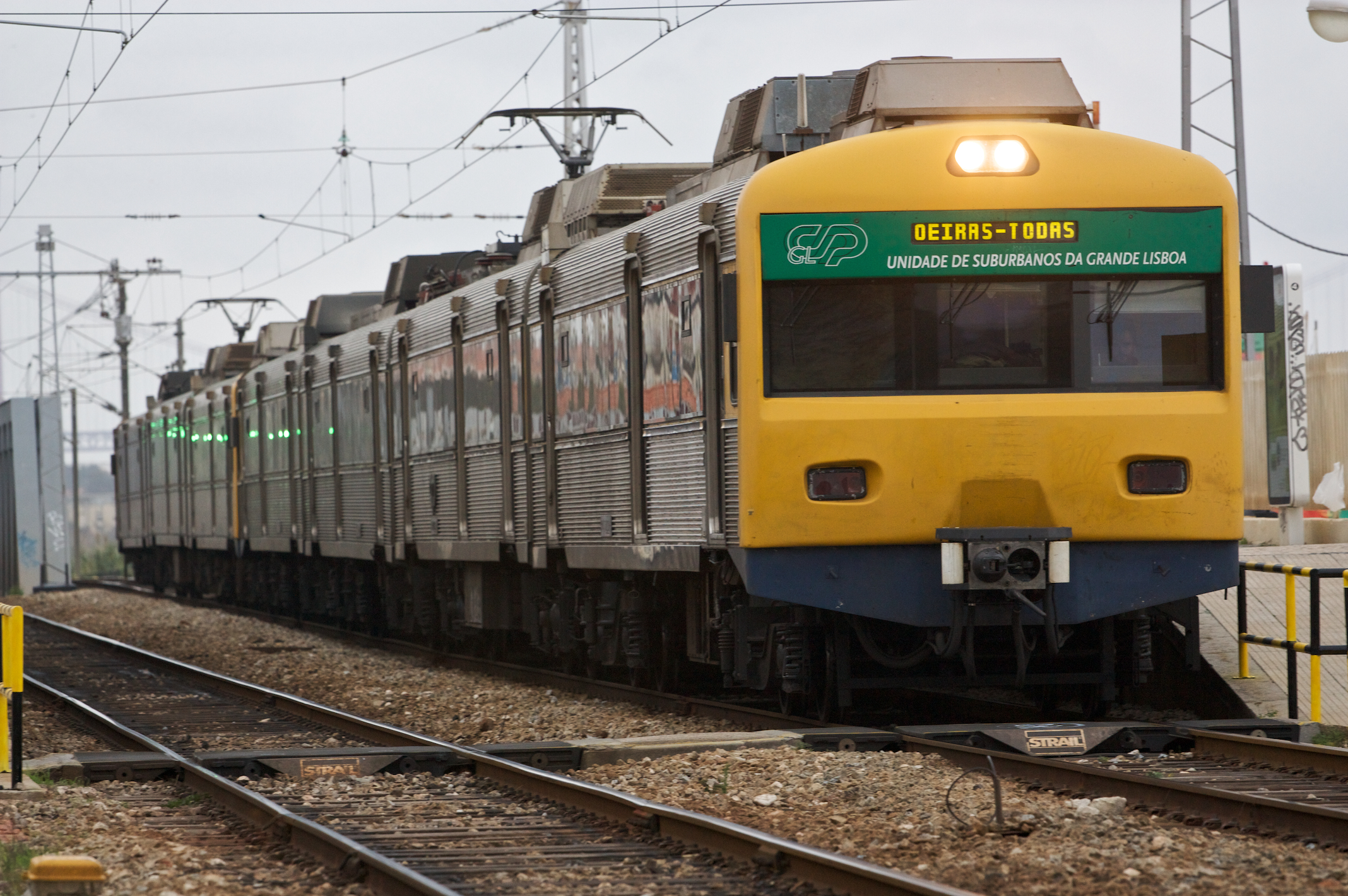
كل القطارات على خط كاشكايش هي من سلسلة 3150/3250
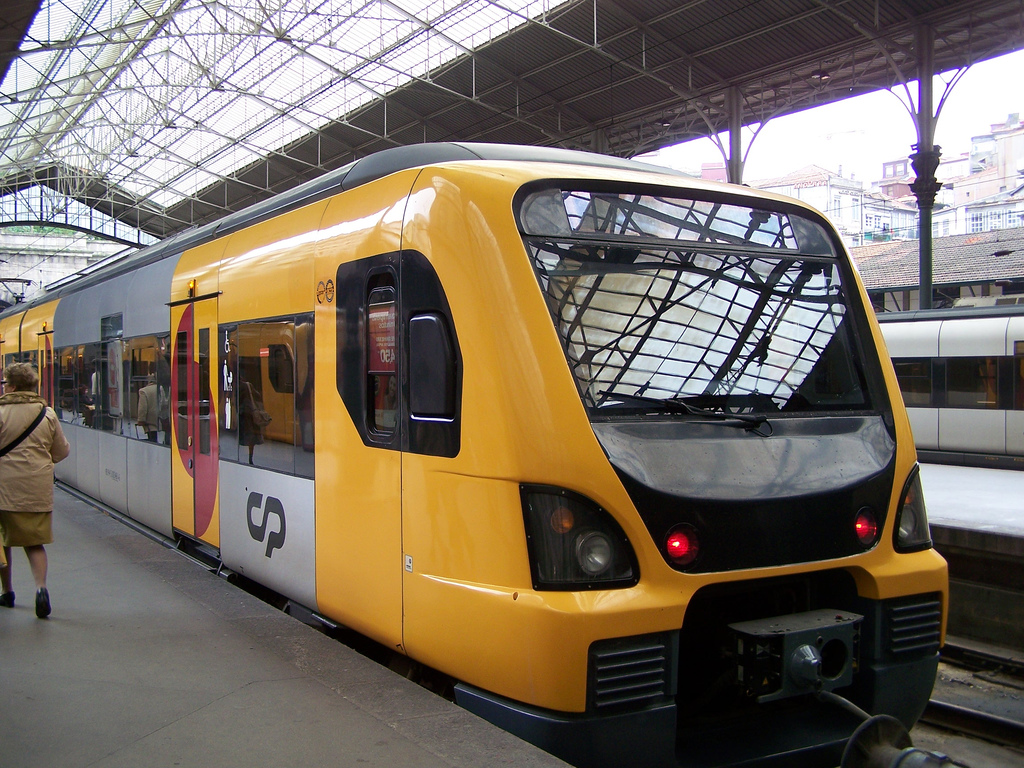
سلسلة 3400 تخدم كل خدمات بورتو الحضرية.
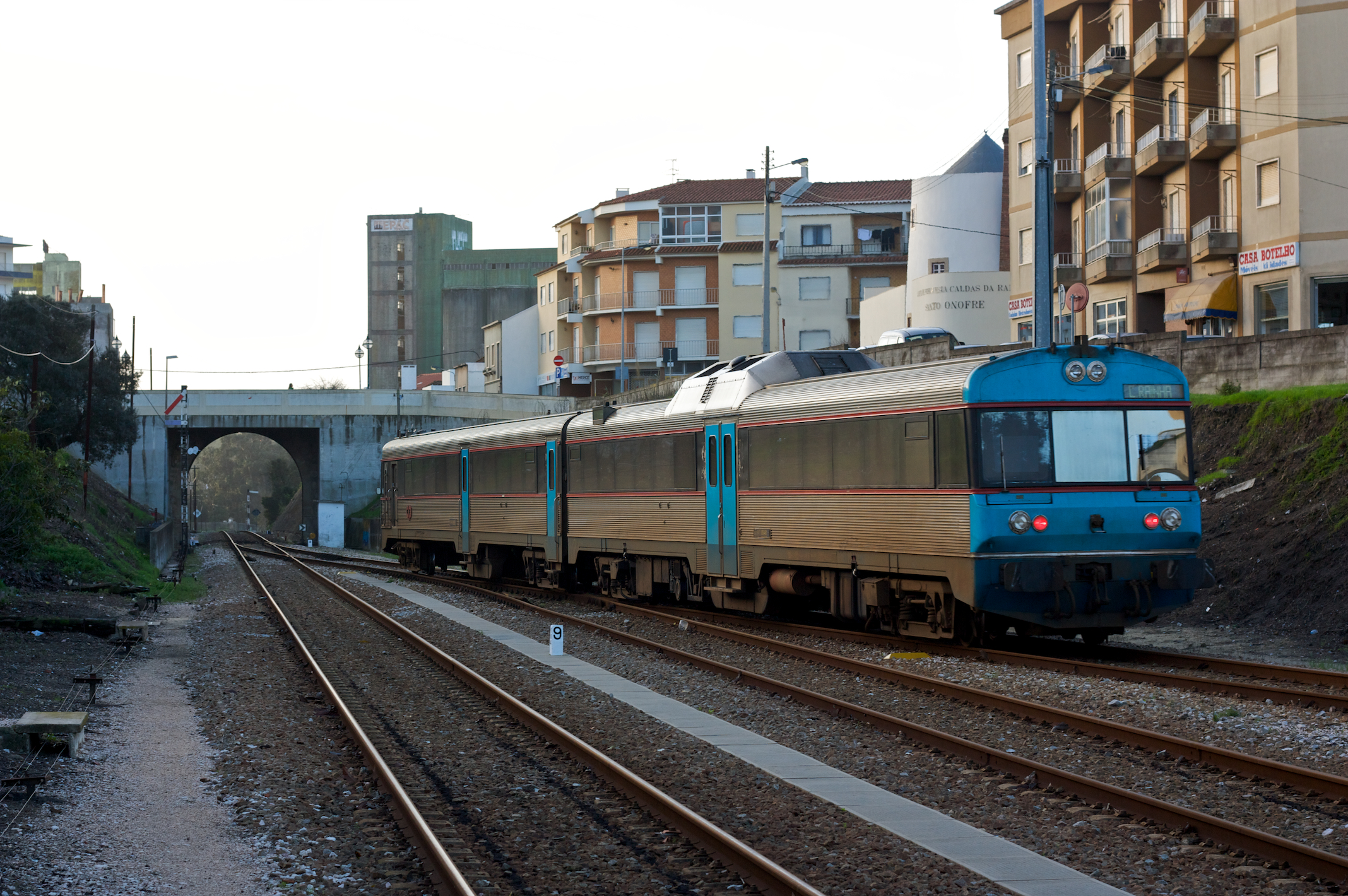
سلسلة 0450 هي تخدم الخدمات الإقليمية وبين الأقاليم.
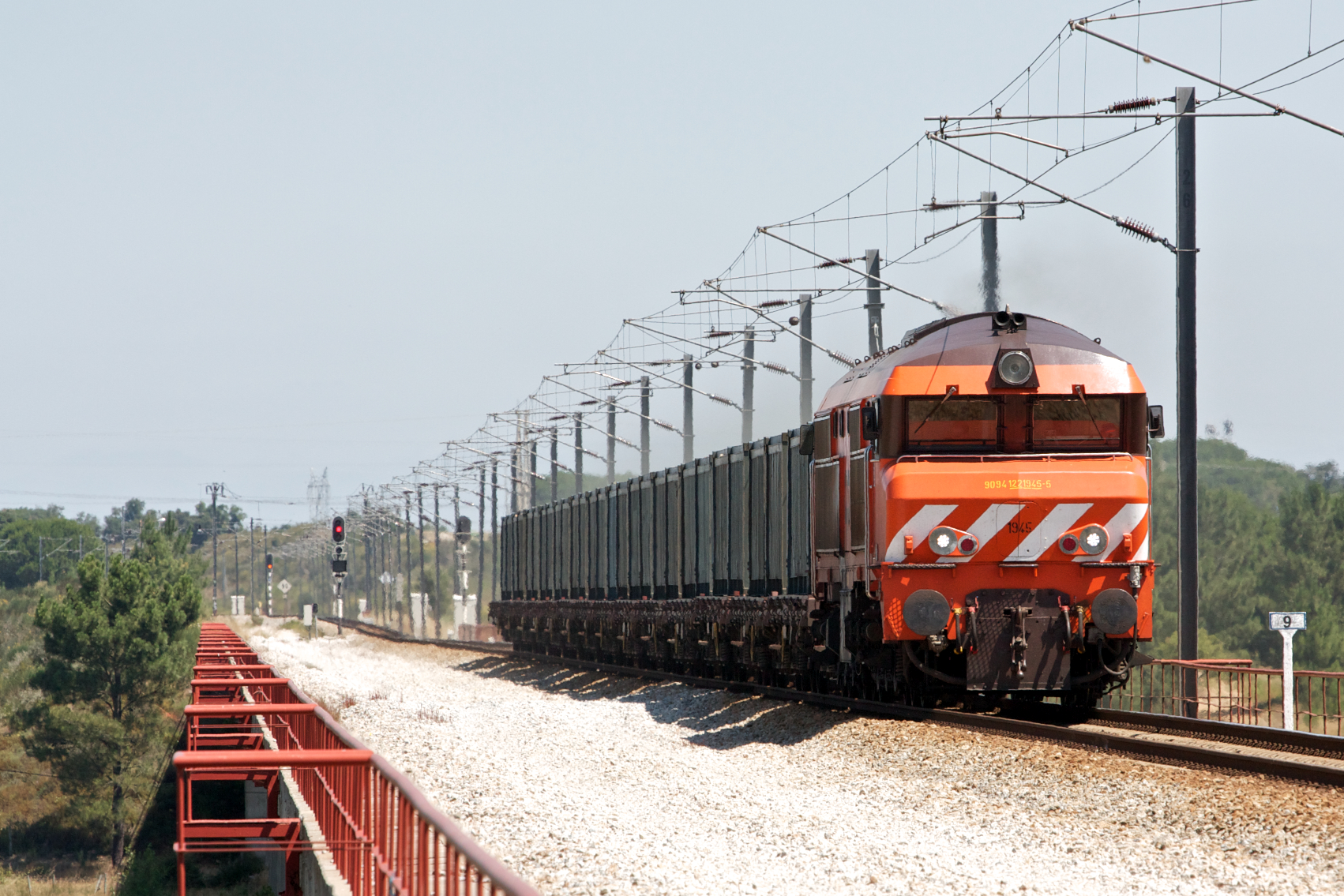
سلسلة 1900/1930 كانت تخدم الركوب (1930 فقط) والشحن (كلاهما).
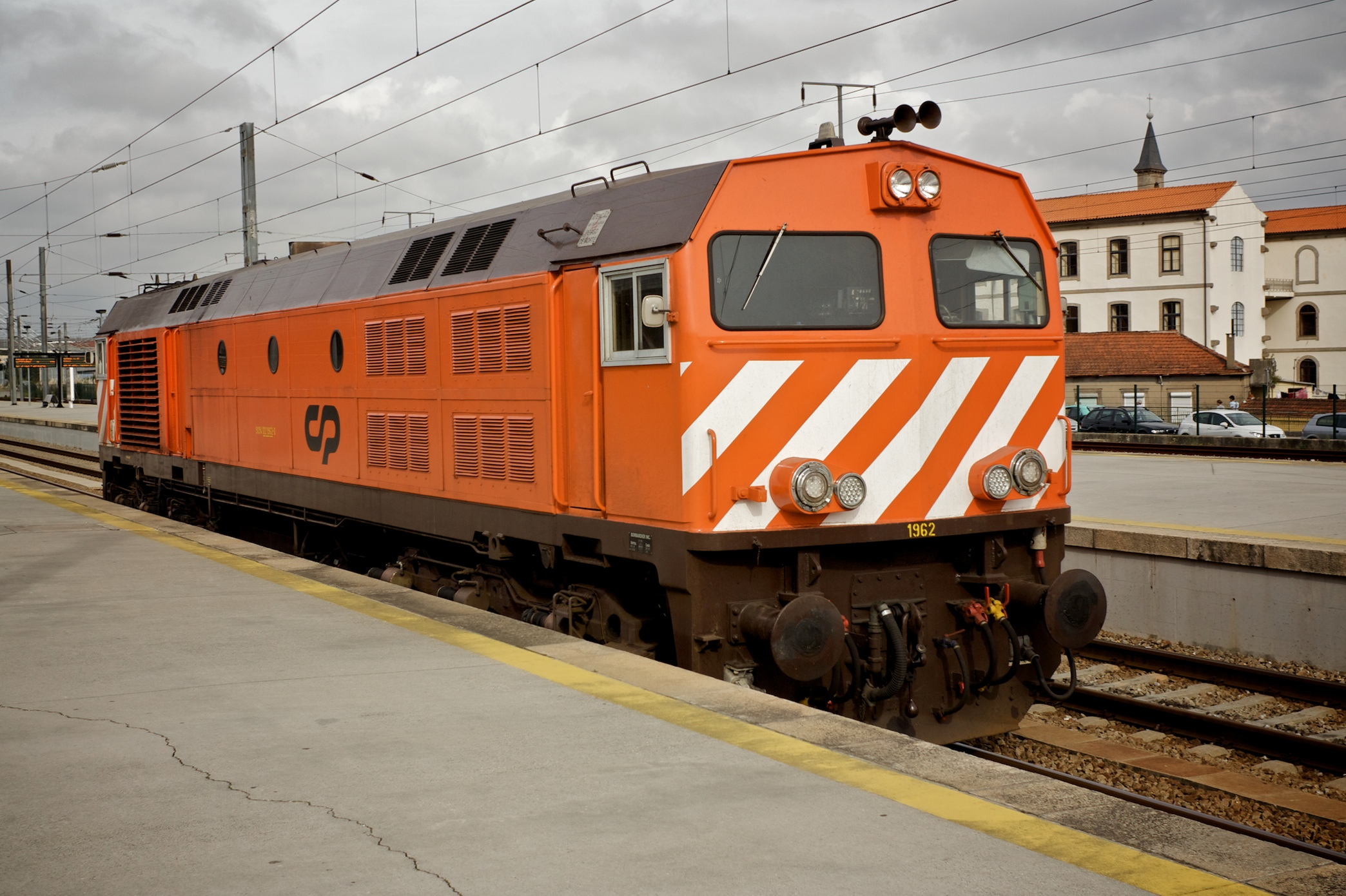
سلسلة 1960 كانت القاطرات الأقوى في البرتغال قبل كهربة الخطوط.
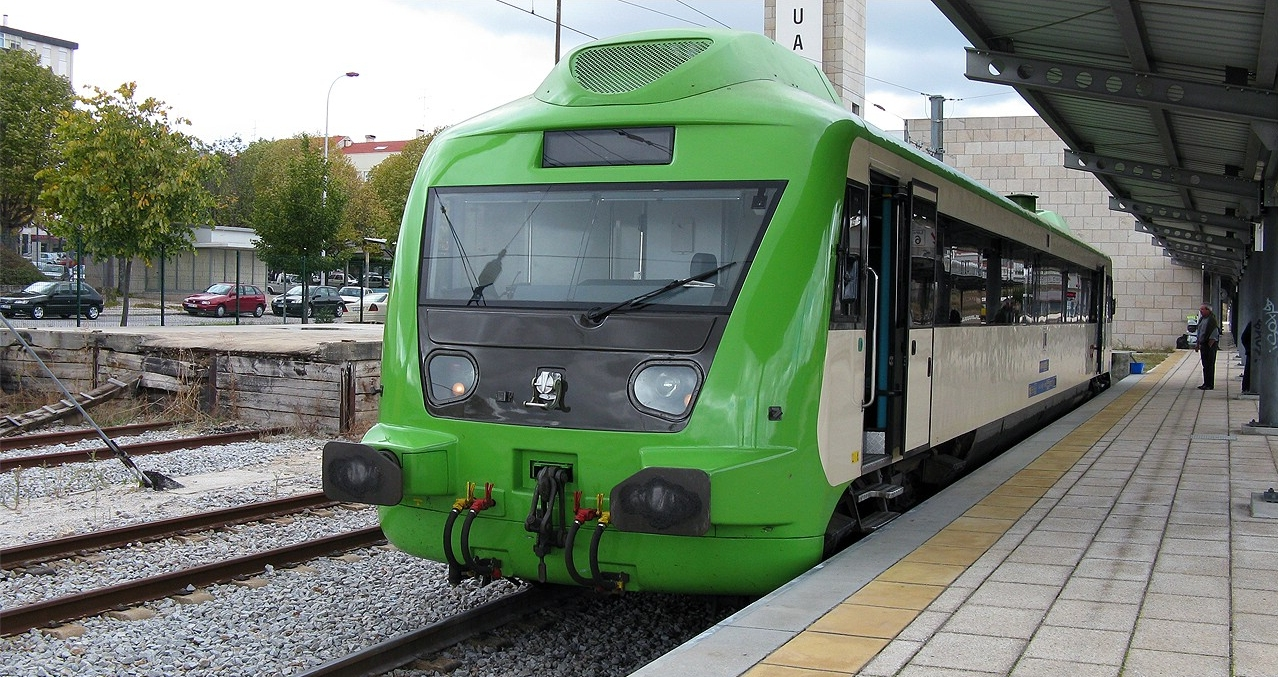
سلسلة 0350 كانت تخدم الخطوط الإقليمية، على خطوط غير مكهربة. الآن، لم يبق إلا ثلاث أو أربع منها في الخدمة.
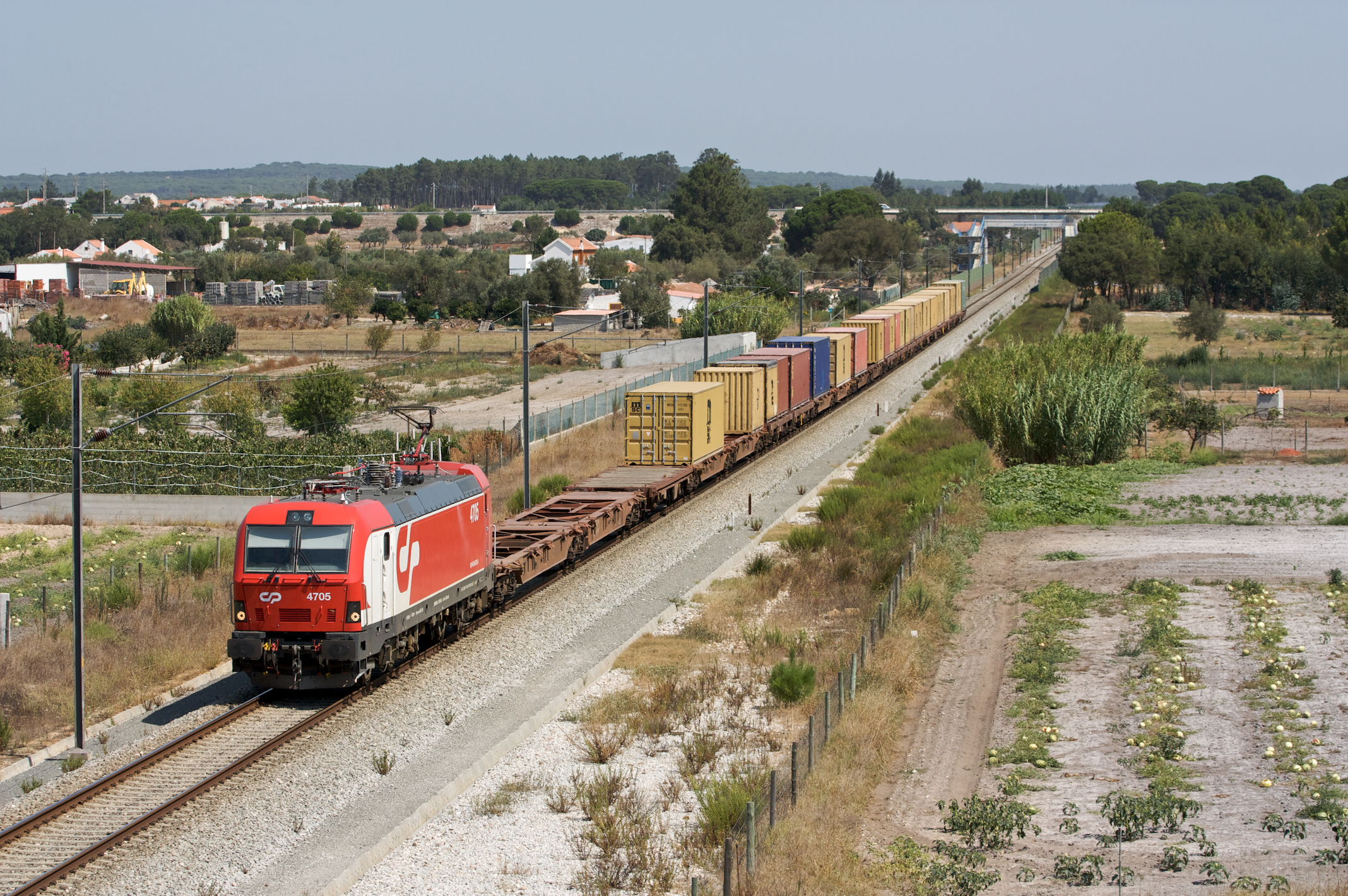
سلسلة 4700 كانت أهم قاطرات الشحن. بيع كلها.